# 이즈 제도 북부 지진
이즈 제도 북부 지진(일본어: 伊豆諸島北部地震)은 일본의 이즈 제도 북부 (니지마섬, 고즈섬, 미야케섬 등의 근해)에서 발생하는 지진이다.

## 1811년 지진
1811년 1월 27일에, 미야케섬에서 분화 활동에 의한 지진이 있었다.

## 1836년 지진
1836년 3월 31일에 니지마섬에서 지진이 있었다. 지진 규모는 M5~6.

## 1890년 지진
1890년 4월 16일에 미야케섬부근에서 지진이 있었다. 지진 규모는 M6.8.

## 1900년 미야케섬 근해 지진
1900년 미야케섬 근해 지진 은 1900년 11월 5일에 미야케섬 근해에서 발생한 지진이다. 지진 규모는 M6.6. 고즈섬 등에서 주택 피해 등이 있었다.

## 1936년 니지마섬 근해 지진
1936년 니지마섬 근해 지진 은 1936년 12월 27일에 니지마섬 근해에서 발생한 지진이다. 지진 규모는 M6.3. 절벽 붕괴가 많이 발생했다. 이 지진으로 3명이 사망했다.

## 1957년 니지마섬・고즈섬 근해 지진
1957년 니지마섬・고즈섬 근해 지진 은 1957년 11월 11일에 니지마섬・고즈섬 근해에서 발생한 지진이다. 지진 규모는 M6.0. 니지마섬와 시키네섬에서 피해가 있었다.

## 1962년 미야케섬 근해 지진
1962년 8월 24일에 미야케섬가 분화했다. 이에 따라 2일 후인 8월 26일에 미야케섬 부근에서 M5.9의 지진이 발생했다. 지진으로 30명이 부상했다.

## 1967년 니지마섬・고즈섬 근해 지진
1967년 니지마섬・고즈섬 근해 지진 은 1967년 4월 6일에 니지마섬・고즈섬 근해에서 발생한 지진이다. 지진 규모는 M5.3. 고즈섬에서 3명이 부상했다.

## 2000년 이즈 제도 북부 군발지진
이즈 제도 북부 군발지진(일본어: 伊豆諸島北部群発地震)은 2000년 6월 26일 이후, 이즈 제도 북부에서 발생한 군발지진이다. 가장 규모가 컸던 지진은 M6.5. 최대 진도6약의 지진이 6차례 나 발생했다. 이 군발지진으로 1명이 사망하고, 15명이 부상했다. 이 군발지진은 미야케섬의 화산 활동과 관련이있는 것으로 생각된다. 미야케섬은 2000년 8월에 분화을 일으키고있다.

## 2013년 미야케섬 근해 군발지진
미야케섬 근해 군발지진(일본어: 三宅島近海群発地震)은 2013년 4월 17일〜4월 18일에 미야케섬 부근에서 발생한 군발지진이다. 가장 규모가 컸던 지진은 M6.2이며, 미야케섬에서 최대 진도5강을 관측했다. 이 지진으로 3명이 부상했다.

## 참고 문헌
- 国立天文台 『理科年表 令和3年』 丸善 ISBN 978-4-621-30560-7